# Академики АМН СССР
Акаде́мики (действи́тельные чле́ны) АМН СССР — члены Академии медицинских наук СССР, высшей медицинской научной организации в СССР.
В список включены академики первоначального состава, утверждённого в 1944 году, а также избранные в последующие годы действительные члены Академии.

## Действительные члены первого состава
- Абрикосов, Алексей Иванович
- Аничков, Николай Николаевич
- Бериташвили, Иван Соломонович
- Богомолец, Александр Александрович
- Бурденко, Николай Нилович
- Быков, Константин Михайлович
- Виноградов, Владимир Никитич
- Воячек, Владимир Игнатьевич
- Гиляровский, Василий Алексеевич
- Гирголав, Семён Семёнович
- Гращенков, Николай Иванович
- Громашевский, Лев Васильевич
- Гуревич, Михаил Осипович
- Давыдовский, Ипполит Васильевич
- Джанелидзе, Юстин Юлианович
- Дойников, Борис Семёнович
- Заварзин, Алексей Алексеевич
- Збарский, Борис Ильич
- Зеленин, Владимир Филиппович
- Корнев, Пётр Георгиевич
- Кротков, Фёдор Григорьевич
- Куприянов, Пётр Андреевич
- Лепорский, Николай Иванович
- Малиновский, Михаил Сергеевич
- Маньковский, Борис Никитович
- Марзеев, Александр Никитович
- Маслов, Михаил Степанович
- Мухадзе, Григорий Михайлович
- Оганесян, Леон Андреевич
- Орбели, Леон Абгарович
- Осипов, Виктор Петрович
- Павловский, Евгений Никанорович
- Палладин, Александр Владимирович
- Парин, Василий Васильевич
- Парнас, Яков Оскарович
- Подвысоцкая, Ольга Николаевна
- Петров, Николай Николаевич
- Разенков, Иван Петрович
- Руфанов, Иван Гурьевич
- Савиных, Андрей Григорьевич
- Семашко, Николай Александрович
- Сепп, Евгений Константинович
- Сергиев, Пётр Григорьевич
- Скворцов, Владислав Иринархович
- Скробанский, Константин Клементьевич
- Скрябин, Константин Иванович
- Сперанский, Алексей Дмитриевич
- Сперанский, Георгий Несторович
- Стражеско, Николай Дмитриевич
- Страшун, Илья Давыдович
- Сысин, Алексей Николаевич
- Терновский, Василий Николаевич
- Тонков, Владимир Николаевич
- Филатов, Владимир Петрович
- Цехновицер, Марк Моисеевич
- Шевкуненко, Виктор Николаевич
- Широкогоров, Иван Иванович
- Штерн, Лина Соломоновна
- Энгельгардт, Владимир Александрович
- Юдин, Сергей Сергеевич

## Список по годам избрания

### 1945 год[2]
- Анохин, Пётр Кузьмич
- Аринкин, Михаил Иннокентьевич
- Аристовский, Вячеслав Михайлович
- Архангельский, Борис Александрович
- Беклемишев, Владимир Николаевич
- Брайцев, Василий Романович
- Браунштейн, Александр Евсеевич
- Вершинин, Николай Васильевич
- Гамалея, Николай Фёдорович
- Гаршин, Владимир Георгиевич
- Гринштейн, Александр Михайлович
- Давиденков, Сергей Николаевич
- Здродовский, Павел Феликсович
- Зильбер, Лев Александрович
- Игнатов, Николай Константинович
- Краснобаев, Тимофей Петрович
- Красногорский, Николай Иванович
- Крымов, Алексей Петрович
- Кувшинников, Пётр Афанасьевич
- Лавров, Борис Александрович
- Ланг, Георгий Фёдорович
- Миротворцев, Сергей Романович
- Молчанов, Василий Иванович
- Морозов, Михаил Акимович
- Мыш, Владимир Михайлович
- Насонов, Дмитрий Николаевич
- Новосельский, Сергей Александрович
- Поленов, Андрей Львович
- Рожанский, Николай Аполлинариевич
- Скворцов, Михаил Александрович
- Соловьёв, Михаил Николаевич
- Тимофеевский, Александр Дмитриевич
- Тушинский, Михаил Дмитриевич
- Френкель, Захарий Григорьевич
- Хлопин, Николай Григорьевич
- Хорошко, Василий Константинович
- Черноруцкий, Михаил Васильевич
- Чирковский, Василий Васильевич
- Шамов, Владимир Николаевич

### 1946 год[3]
- Вишневский, Александр Васильевич
- Купалов, Пётр Степанович
- Фронштейн, Рихард Михайлович

### 1948 год

#### IV сессия (январь)[4]
- Крюков, Александр Николаевич
- Мясников, Александр Леонидович
- Саркисов, Семён Александрович

#### V сессия (декабрь)[5]
- Бакулев, Александр Николаевич
- Вовси, Мирон Семёнович
- Жуков-Вережников, Николай Николаевич
- Мельников, Александр Васильевич
- Озерецкий, Николай Иванович
- Северин, Сергей Евгеньевич
- Смирнов, Ефим Иванович
- Тареев, Евгений Михайлович
- Фёдоров, Лев Николаевич

### 1950 год[6]
- Аничков, Сергей Викторович
- Иванов-Смоленский, Анатолий Георгиевич
- Коновалов, Николай Васильевич
- Лепешинская, Ольга Борисовна
- Летавет, Август Андреевич
- Магницкий, Андрей Николаевич
- Нестеров, Анатолий Иннокентьевич
- Преображенский, Борис Сергеевич
- Черниговский, Владимир Николаевич

### 1952 год
- Закусов, Василий Васильевич[7]
- Николаев, Анатолий Петрович[8]
- Тимаков, Владимир Дмитриевич
- Тур, Александр Фёдорович[9]

### 1953 год
- Выгодчиков, Григорий Васильевич[10]
- Горев, Николай Николаевич[11]
- Домбровская, Юлия Фоминична
- Егоров, Борис Григорьевич[12]
- Иванов, Вадим Николаевич[13]
- Орехович, Василий Николаевич[14]
- Руднев, Георгий Павлович[15]

### 1956 год
- Савицкий, Николай Николаевич[16]

### 1957 год
- Багдасаров, Андрей Аркадьевич[17]
- Василенко, Владимир Харитонович[18]
- Вишневский, Александр Александрович[19]
- Мардашёв, Сергей Руфович[20]
- Петровский, Борис Васильевич
- Попов, Евгений Алексеевич
- Приоров, Николай Николаевич[21]
- Серебров, Александр Иванович
- Сиротинин, Николай Николаевич[22]

### 1960 год
- Алексанян, Арто Богданович[23]
- Баранов, Василий Гаврилович[24]
- Билибин, Александр Фёдорович[24]
- Блохин, Николай Николаевич[24]
- Владимиров, Георгий Ефимович[25]
- Глазунов, Михаил Фёдорович[24]
- Жданов, Виктор Михайлович[24]
- Зедгенидзе, Георгий Артемьевич[26]
- Зурабашвили, Авлипий Давидович[27]
- Карасик, Владимир Моисеевич[28]
- Краевский, Николай Александрович[29]
- Лебединский, Андрей Владимирович[30]
- Молчанов, Николай Семёнович[31]
- Навроцкий, Василий Корнеевич[32]
- Петров, Иоаким Романович
- Савицкий, Александр Иванович[33]
- Соколова-Пономарёва, Ольга Дмитриевна[34]
- Топчибашев, Мустафа Агабек оглы[35]
- Троицкий, Виктор Леонтьевич[36]
- Филимонов, Иван Николаевич[37]
- Хоцянов, Лев Киприянович[38]
- Черкес, Александр Ильич[39]
- Чумаков, Михаил Петрович[40]

### 1962 год[41]
- Бирюков, Дмитрий Андреевич
- Горизонтов, Пётр Дмитриевич
- Кербиков, Олег Васильевич
- Клосовский, Борис Никодимович
- Снежневский, Андрей Владимирович
- Шабад, Леон Манусович
- Шмелёв, Николай Андреевич

### 1963 год
- Антелава, Николай Варденович[42]
- Богуш, Лев Константинович[24]
- Ермольева, Зинаида Виссарионовна[24]
- Кассирский, Иосиф Абрамович[24]
- Кованов, Владимир Васильевич[43]
- Лукомский, Павел Евгеньевич[44]
- Саноцкий, Владимир Антонович
- Сараджишвили, Пётр Михайлович[45]
- Фёдоров, Николай Александрович[46]
- Шмидт, Евгений Владимирович[47]
- Ясиновский, Михаил Александрович[48]

### 1965 год[49]
- Авцын, Александр Павлович
- Адо, Андрей Дмитриевич
- Бароян, Оганес Вагаршакович
- Персианинов, Леонид Семёнович
- Рязанов, Владимир Александрович
- Стручков, Виктор Иванович
- Юдаев, Николай Алексеевич
- Яблоков, Дмитрий Дмитриевич

### 1966 год[50]
- Жданов, Дмитрий Аркадьевич
- Ильин, Виталий Сергеевич
- Петров, Борис Александрович
- Смородинцев, Анатолий Александрович
- Струков, Анатолий Иванович
- Филатов, Антонин Николаевич
- Чеботарёв, Дмитрий Фёдорович

### 1967 год
- Арутюнов, Александр Иванович[24]
- Соловьёв, Валентин Дмитриевич[51]
- Углов, Фёдор Григорьевич[52]
- Янушкевичус, Зигмас Ипполитович[53]

### 1969 год
- Бисярина, Валентина Павловна[54]
- Боголепов, Николай Кириллович[55]
- Весёлкин, Пётр Николаевич[56]
- Вотчал, Борис Евгеньевич[57]
- Иоффе, Владимир Ильич[24]
- Королёв, Борис Алексеевич[58]
- Ларионов, Леонид Фёдорович
- Медведь, Лев Иванович[59]
- Минх, Алексей Алексеевич[60]
- Петров-Маслаков, Михаил Андреевич
- Планельес, Хуан Хуанович[61]
- Покровский, Алексей Алексеевич[62]
- Торопцев, Иннокентий Васильевич[63]

### 1971 год
- Вершилова, Пелагея Альбертовна
- Волков, Мстислав Васильевич
- Гаузе, Георгий Францевич[24]
- Голиков, Сергей Николаевич
- Дебов, Сергей Сергеевич
- Казначеев, Влаиль Петрович
- Колесников, Иван Степанович
- Комахидзе, Мамия Эседович[64]
- Лопухин, Юрий Михайлович
- Павлов, Александр Сергеевич[65]
- Пучковская, Надежда Александровна
- Чазов, Евгений Иванович
- Чернух, Алексей Михайлович[66]

### 1974 год
- Бунин, Константин Владимирович[24]
- Бургасов, Пётр Николаевич[24]
- Иванов, Илья Ильич[24]
- Карпов, Сергей Петрович[67]
- Колесов, Анатолий Пантелеймонович[68]
- Косяков, Павел Николаевич[69]
- Куприянов, Василий Васильевич[70]
- Лапин, Борис Аркадьевич
- Лопаткин, Николай Алексеевич
- Малая, Любовь Трофимовна[71]
- Нисевич, Нина Ивановна[72]
- Ромоданов, Андрей Петрович[73]
- Савельев, Виктор Сергеевич
- Чачава, Константин Владимирович
- Юренев, Павел Николаевич

### 1975 год
- Анджапаридзе, Отар Георгиевич
- Бехтерева, Наталья Петровна[24]
- Исаков, Юрий Фёдорович[24]
- Климов, Анатолий Николаевич
- Краснов, Михаил Михайлович[24]
- Кузин, Михаил Ильич
- Морозов, Георгий Васильевич
- Неговский, Владимир Александрович[74]
- Преображенский, Николай Александрович[75]
- Рыбаков, Анатолий Иванович[76]
- Сидоренко, Геннадий Иванович[77]
- Смольянников, Анатолий Владимирович[78]
- Студеникин, Митрофан Яковлевич

### 1978 год
- Беляков, Виталий Дмитриевич
- Бочков, Николай Павлович[24]
- Бураковский, Владимир Иванович[24]
- Вотяков, Вениамин Иосифович[24]
- Ильин, Леонид Андреевич[79]
- Канеп, Вильгельм Вильгельмович[24]
- Комаров, Фёдор Иванович[24]
- Кулагин, Виктор Константинович[80]
- Малиновский, Николай Никодимович[81]
- Машковский, Михаил Давыдович[82]
- Мешалкин, Евгений Николаевич[83]
- Петров, Рэм Викторович[84]
- Русинов, Владимир Сергеевич[85]
- Солдатов, Игорь Борисович[86]
- Трапезников, Николай Николаевич[87]

### 1980 год
- Блохина, Ирина Николаевна[24]
- Бородин, Юрий Иванович
- Васильев, Николай Владимирович
- Седов, Константин Рафаилович[88]
- Сердюковская, Галина Николаевна
- Хечинашвили, Симон (Семён) Николаевич
- Шхвацабая, Игорь Константинович[89]

### 1982 год
- Ашмарин, Игорь Петрович[24]
- Вальдман, Артур Викторович
- Гаврилов, Олег Константинович
- Карпов, Ростислав Сергеевич
- Коновалов, Александр Николаевич
- Никитин, Юрий Петрович
- Покровский, Валентин Иванович[90]
- Саркисов, Донат Семёнович[91]
- Шапошников, Олег Константинович
- Шарманов, Торегельды Шарманович

### 1984 год
- Берёзов, Темирболат Темболатович[24]
- Дроздов, Сергей Григорьевич[24]
- Иванов, Николай Геннадьевич[24]
- Крыжановский, Георгий Николаевич
- Лукьянова, Елена Михайловна
- Львов, Дмитрий Константинович
- Навашин, Сергей Михайлович
- Насонова, Валентина Александровна
- Смирнов, Владимир Николаевич
- Ткаченко, Борис Иванович[92]
- Хананашвили, Михаил Михайлович[93]
- Харкевич, Дмитрий Александрович
- Шицкова, Анастасия Павловна[94]

### 1986 год
- Адрианов, Олег Сергеевич[24]
- Бадалян, Левон Оганесович
- Бредикис, Юргис Юозович[24]
- Вагнер, Евгений Антонович[24]
- Воробьёв, Андрей Иванович[24]
- Збарский, Илья Борисович[24]
- Измеров, Николай Федотович[24]
- Кашкин, Кирилл Павлович
- Лисицын, Юрий Павлович
- Логинов, Анатолий Сергеевич[24]
- Луценко, Михаил Тимофеевич[24]
- Матюхин, Владимир Александрович
- Напалков, Николай Павлович[95]
- Панков, Юрий Александрович
- Перельман, Михаил Израилевич
- Полуэктов, Леонид Васильевич
- Прозоровский, Сергей Викторович
- Сомов, Георгий Павлович[96]
- Сопрунов, Фёдор Фёдорович
- Судаков, Константин Викторович
- Фёдоров, Владимир Дмитриевич
- Чучалин, Александр Григорьевич
- Шандала, Михаил Георгиевич

### 1988 год
- Булдаков, Лев Александрович[24]
- Вартанян, Марат Енокович
- Величковский, Борис Тихонович[24]
- Вельтищев, Юрий Евгеньевич[24]
- Владимиров, Юрий Андреевич[24]
- Глушков, Роберт Георгиевич[24]
- Гольдберг, Евгений Данилович[24]
- Гончарук, Евгений Игнатович[24]
- Ефимов, Андрей Семёнович
- Зотиков, Евгений Алексеевич
- Исаева, Людмила Александровна[24]
- Калнберз, Виктор Константинович[24]
- Кипшидзе, Нодар Николаевич
- Корж, Алексей Александрович
- Лебединский, Владимир Андреевич
- Лозовой, Вадим Петрович
- Миррахимов, Мирсаид Мирхамидович
- Мороз, Борис Борисович
- Палеев, Николай Романович
- Пермяков, Николай Константинович
- Рябов, Геннадий Алексеевич
- Савельева, Галина Михайловна
- Сапин, Михаил Романович
- Серов, Виктор Викторович[24]
- Скавронская, Аделина-Виктория Генриховна
- Скрипкин, Юрий Константинович
- Таболин, Вячеслав Александрович
- Хоменко, Александр Григорьевич
- Шумаков, Валерий Иванович[97]

### 1991 год
- Арчаков, Александр Иванович[24]
- Волкова, Ольга Васильевна
- Воробьёв, Анатолий Андреевич
- Голиков, Алексей Петрович[24]
- Гусев, Евгений Иванович[24]
- Домарадский, Игорь Валерианович
- Романов, Юрий Александрович
- Румянцев, Геннадий Иванович
- Семёнов, Борис Фёдорович
- Сергеев, Павел Васильевич
- Соловьёв, Юрий Николаевич
- Тиунов, Леонид Андреевич
- Труфакин, Валерий Алексеевич
- Цыб, Анатолий Фёдорович
- Шувалова, Евгения Петровна[24]